# Flugausstellung L. + P. Junior

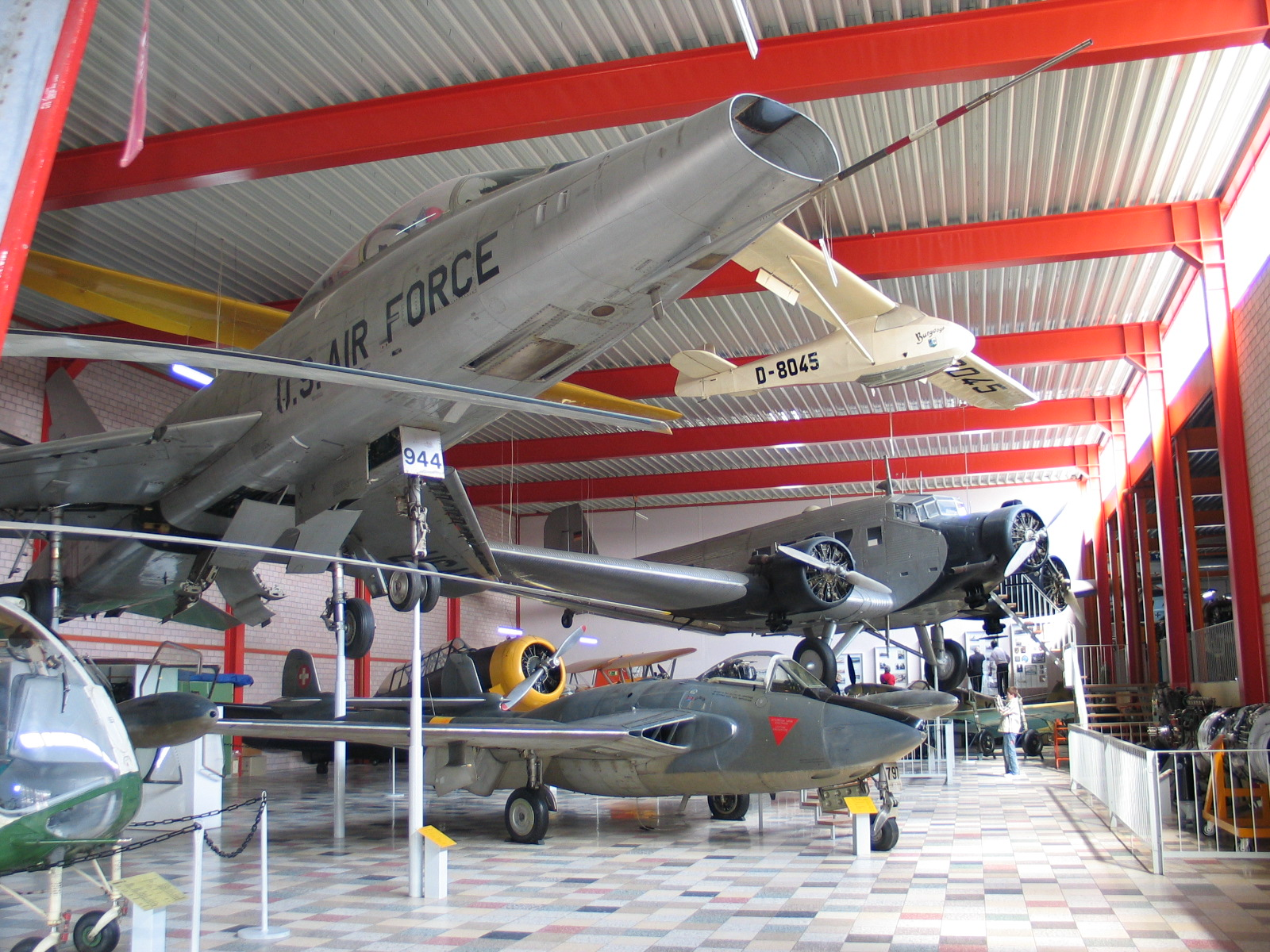
Inkomhal van de tentoonstelling (19 april 2006)

De Flugausstellung L. + P. Junior (Luchtvaarttentoonstelling L.+ P. Junior), in Hermeskeil, ten zuidoosten van Trier, brengt de luchtvaartgeschiedenis in beeld aan de hand van meer dan 100 vliegtuigen en helikopters.
In de 4 hallen krijgt de bezoeker een overzicht van de ontwikkeling van de luchtvaart te zien. Vliegtuigen, modelvliegtuigen, zweefvliegtuigen en meer dan 80 motoren zijn er deels in open lucht te zien. Een replica van een Concorde doet dienst als café.
De tentoonstelling is een initiatief van de architect Leo Junior.

## Enkele tentoongestelde toestellen
- Blériot XI
- Convair F-102 Delta Dagger
- Dassault Mirage III
- De Havilland DH.106 Comet
- Dornier Alpha Jet
- English Electric Canberra
- English Electric Lightning
- Fairey Gannet
- Hawker Hunter
- Heinkel (CASA) He 111
- Lockheed F-104 Starfighter
- Junkers Ju-52
- McDonnell Douglas F-4 Phantom
- Mikoyan-Gurevich MiG-15
- Mikoyan-Gurevich MiG-23
- Mil Mi-6
- North American F-100 Super Sabre
- Panavia Tornado
- Percival Pembroke
- Republic F-84 Thunderstreak
- Republic F-105 Thunderchief
- SAAB Viggen
- Sikorsky S-64 Skycrane (alleen de cockpit)
- Vickers VC-10
- Vickers Viscount